# Альпари, Дьюла
Дьюла Альпари (венг. Alpári Gyula), имя при рождении Мозеш Адлер (венг. Adler Mózes, также был известен как Юлиуш Альпари и Дьюла Марморштейн; 19 января 1882, Дунафёльдвар — 17 июля 1944, концлагерь Заксенхаузен) — венгерский коммунистический политический деятель и журналист.

## Биография
В 1901 году Альпари вступил в Социал-демократическую партию Венгрии. С 1902 года участвовал в молодёжном рабочем движении, был редактором партийного органа «Népszava». С 1903 года занимался переводами трудов теоретиков социализма. В 1907 году становится руководителем венгерского молодёжного рабочего движения. Альпари совместно с Карлом Либкнехтом и Генриеттой Роланд-Холст был одним из инициаторов создания Социалистического Интернационала молодёжи и принимал участие в работе его учредительного конгресса в Штутгарте.
За участие во внутрипартийной левой оппозиции и выдвижение серьёзных обвинений в оппортунизме в адрес правых руководителей Социал-демократической партии Венгрии исключён из неё 27 марта 1910 года. В 1911 году он был исключён из II Интернационала. Копенгагенский конгресс II Интернационала подтвердил это решение, несмотря на поддержку, оказанную Альпари левым крылом (в том числе В. И. Лениным, К. Либкнехтом, К. Цеткин и Р. Люксембург).
После исключения из СДПВ как один из лидеров левой оппозиции выступал за организацию новой, коммунистической, партии, печатаясь в левосоциалистической лейпцигской газете «Volkszeitung», издавал газету «Szociáldemokrata». В частности, на страницах этого издания он в качестве представителя Циммервальдской левой обличал Первую мировую войну и приветствовал Февральскую и Октябрьскую революции в России.
После создания Коммунистической партии Венгрии Альпари вступил в неё, а после ареста руководителей партии 22 февраля 1919 года избран в ЦК нелегальной КПВ. В результате провозглашения Венгерской советской республики Альпари вошёл в правительство ВСР, заняв 24 июня 1919 года пост заместителя наркома иностранных дел Белы Куна.
После разгрома венгерской Красной армии находился в эмиграции в Чехословакии, принимал участие в создании Коммунистической партии Чехословакии, затем жил в Австрии, Германии, Швейцарии, чаще всего находясь на нелегальном положении.
Участвовал в работе Коммунистического Интернационала: был делегатом III и VI конгрессов Коминтерна, редактировал печатные издания; в 1921—1932 годах главный редактор коминтерновского журнала «Инпрекор». Затем жил во Франции, редактируя с июля 1932 года по октябрь 1939 года газету «Rundschau über Politik, Wirtschaft und Arbeiterbewegung». Во время нахождения в СССР был арестован как «троцкист», но вскоре освобожден.
Дьюла Альпари был схвачен гестапо после оккупации Парижа немецкими войсками в 1940 году, после чего был отправлен поочерёдно в ряд концлагерей. Погиб в застенках Заксенхаузена 17 июля 1944 года.